# باربارا کرالج
باربارا کرالج (انگلیسی: Barbara Kralj؛ زادهٔ ۵ ژانویهٔ ۱۹۹۴) بازیکن فوتبال اهل اسلوونی است.

وی همچنین در تیم‌های ملی فوتبال Slovenia women's national under-17 football team, Slovenia women's national under-19 football team، و زنان اسلوونی بازی کرده‌است.